# Meritsa
Meritsa (ryska: Мерица) är ett vattendrag i Belarus.   Det ligger i voblasten Vitsebsks voblast, i den norra delen av landet, 210 km norr om huvudstaden Minsk.
Trakten runt Meritsa består till största delen av jordbruksmark. Runt Meritsa är det glesbefolkat, med 17 invånare per kvadratkilometer.